# Règle du plus bas soumissionnaire
En droit québécois, plus particulièrement dans le domaine du droit des marchés publics,  la règle du plus bas soumissionnaire (ou la règle du plus bas soumissionnaire conforme) est une règle par laquelle l'État prévoit accepter l'offre de l'entrepreneur ou prestateur de service qui offre le plus bas prix dans le cadre d'un appel d'offres public, pour autant que cette offre soit conforme aux exigences de l'appel d'offres. 
Cette règle est stipulée dans plusieurs lois et règlements, dont la Loi sur les cités et villes, le Règlement sur certains contrats d’approvisionnement des organismes publics,  le Règlement sur l’adjudication de contrats pour la fourniture de certains services professionnels et le Règlement sur les contrats de construction des organismes publics, 
La règle du plus bas soumissionnaire a été remise en cause dans le contexte de la commission Charbonneau car elle serait à l'origine de la faible qualité de certains travaux publics ; de plus, selon ses détracteurs, elle encouragerait les firmes d'ingénierie à faire de la collusion afin de se partager les contrats publics et à réclamer des « extras » pour réduire les délais prévus dans les travaux. Malgré ces critiques, la règle du plus bas soumissionnaire a été conservée dans plusieurs dispositions législatives afin de réduire les dépenses publiques.    